# Platygloea
Platygloea J. Schröt. (płaskolepek) – rodzaj grzybów z rodziny płaskolepkowatych (Platygloeaceae). W Polsce występuje jeden gatunek.

## Charakterystyka
Grzyby saprotroficzne rozwijające się na drewnie oraz na ekskrementach zwierząt roślinożernych, czasami także pasożyty innych grzybów. Tworzą pęcherzykowate, dyskowate lub płasko rozpostarte owocniki o galaretowatej konsystencji.

## Systematyka i nazewnictwo
Pozycja w klasyfikacji według Index Fungorum: Platygloeaceae, Platygloeales, Incertae sedis, Pucciniomycetes, Pucciniomycotina, Basidiomycota, Fungi.
Synonimy: Collopezis Clem., Tachaphantium Bref., Tjibodasia Holterm.
Polską nazwę nadał Władysław Wojewoda w 1977 r.
Gatunki:
- Platygloea australis McNabb 1969
- Platygloea basidiodendri M. Dueñas 2001
- Platygloea disciformis (Fr.) Neuhoff 1936 – płaskolepek poduszeczkowaty
- Platygloea fungicola L.S. Olive 1958
- Platygloea fuscoatra H.S. Jacks. & G.W. Martin 1940
- Platygloea hymenolepidis Racib. 1909
- Platygloea jacksonii Bandoni & J.C. Krug 2000
- Platygloea javanica Pat. 1900
- Platygloea laplata Lindsey 1986
- Platygloea miedzyrzecensis Bres. 1903
- Platygloea minima Rick 1933
- Platygloea moriformis Rick 1958
- Platygloea mycophila Burds. & Gilb. 1974
- Platygloea navispora T. Aoki & Tubaki 1987
- Platygloea nigricans (Fr.) J. Schröt. 1887
- Platygloea pini Höhn. 1910
- Platygloea pustulata G.W. Martin & Cain 1940

Nazwy naukowe na podstawie Index Fungorum. Nazwy polskie według Władysława Wojewody.